# 철종 어진
철종 어진(哲宗 御眞)은 서울특별시 종로구 국립고궁박물관에 있는 조선시대의 초상화이다. 2006년 12월 29일 대한민국의 보물 제1492호로 지정되었다.

## 지정 사유
철종 어진은 1954년에 일어난 부산 용두산공원 대화재로 인하여 왼쪽 부분의 1/3 정도가 불에 타서 소실되었지만 남아 있는 왼쪽 상단에 “予三十一歲 哲宗熙倫正極粹德純聖文顯武成獻仁英孝大王”(여삼십일세 철종희륜정극수덕순성문현무성헌인영효대왕)이라고 적혀 있어 이 어진이 철종 12년(1861년)에 도사된 것임을 알 수 있다. 규장각에서 펴낸 『어진도사사실』(御眞圖寫事實)에 의하면, 이한철(李漢喆)과 조중묵(趙重黙)이 주관화사를 맡았고, 김하종(金夏鍾), 박기준(朴基駿), 이형록(李亨祿), 백영배(白英培), 백은배(白殷培), 유숙(劉淑) 등이 도왔다고 한다. 당시 1개월여에 걸쳐 강사포본(絳紗袍本)과 군복본(軍服本)을 모사했으나 현재 군복본만 현전한다.
이 <철종 어진>은 임금이 구군복(具軍服)으로 입고 있는 초상화로는 유일한 자료이다. 그리고 군복의 화려한 채색, 세련된 선염, 무늬의 정세한 표현 등에서 이한철과 조중묵 등 어진 도사에 참여한 화원 화가들의 필력을 확인할 수 있는 점 등에서 중요성을 지닌다.

## 같이 보기
- 조선 철종

## 참고 자료
- 철종 어진 - 국가유산청 국가유산포털